# Rachel Ndukue
Confort Rachel Ndukue Darlix , née le 17 novembre 1995 à Lomé, est une joueuse togolaise de basket-ball.

## Carrière
Elle est médaillée d'argent en basket-ball à trois aux Jeux africains de plage de 2019.